# Cortes Valencianas
Las Cortes Valencianas (en valenciano y oficialmente, Les Corts o Corts Valencianes) son, según el Estatuto de Autonomía de la Comunidad Valenciana, el órgano legislativo de la Generalidad Valenciana y, por tanto, de esa comunidad autónoma española. Representa el pueblo valenciano a través de sus parlamentarios elegidos por la vía de sufragio universal directo, libre y secreto. Tiene como sede el Palacio de Benicarló, en la ciudad de Valencia.
La denominación «Cortes Valencianas» se origina en la voluntad de la recuperación de la denominación histórica, pero el sistema de representación, competencias y funcionamiento no son similares a las de las Cortes Valencianas del Antiguo Régimen, que representaban los tres brazos (eclesiástico, militar/nobiliario y real).
El Estatuto de Autonomía menciona fundamentalmente las Cortes Valencianas en su segundo capítulo, título III, aunque también hay referencias en otros artículos. El Estatuto simplemente indica la composición de las Cortes, sus funciones, los principios básicos del sistema electoral, y hace un boceto general del Estatuto de los Diputados. De las leyes que desarrollan el Estatuto, el Reglamento de las Cortes Valencianas regula la organización y el funcionamiento de las Cortes. El primer Reglamento de las Cortes se aprobó en la etapa transitoria, y desde ese momento el reglamento se ha modificado en varias ocasiones, siendo el Reglamento actual del 18 de diciembre de 2006.
Según el Estatuto, las Cortes Valencianas se componen de un número no inferior a 99 diputados (la Ley Electoral valenciana fija ese número en 99 diputados). La provincia es la circunscripción electoral. En la VI legislatura correspondieron 35 diputados por la circunscripción de Alicante, 24 diputados por la de Castellón y 40 diputados por la de Valencia. El Estatuto de Autonomía también establece que para poder obtener un escaño, los candidatos tienen que formar parte de una lista que supere, en número de votos, el exigido por la Ley Electoral valenciana (5 % del total de votos emitidos en toda la Comunidad). Esto ha dejado fuera del marco parlamentario valenciano a algunas formaciones que se han quedado rozando este límite. Para las listas que superan el 5 %, el sistema que se utiliza es el sistema D'Hondt.

## Emblemas
Escudo
Según el artículo primero del capítulo I de las "Normas sobre blasones, etiqueta y formulario de las Cortes Valencianas", que acompaña al reglamento, aprobado en el Palacio de la Generalidad Valenciana, el 9 de marzo de 1983:
"El escudo de las Cortes será el mismo timbre heráldico de la Generalidad Valenciana, junto con el cual podrán usar también los emblemas de sus tres brazos tradicionales (militar, eclesiástico y real) constituidos, respectivamente, por los sellos de las imágenes de San Jorge, la Virgen María y el Ángel Custodio."
Sede
Actualmente, la sede de las Cortes Valencianas es el Palacio de Benicarló (oficialmente y en valenciano, Palau de Benicarló), o Palacio de los Borja (o Borgia) (del siglo XV). Este palacio fue propiedad de distintas e importantes familias a lo largo de su historia. El palacio, mandado construir por los duques de Gandía en la capital del entonces Reino de Valencia, constituyó durante siglos la expresión de su preeminencia entre la nobleza local. De este modo, perteneció primero a la familia Borja desde 1485, aunque fue abandonado a mediados del siglo XVIII por los duques de Gandía, quedando en estado ruinoso. Después perteneció a la Casa de Benavente y, finalmente, a la Casa de Osuna. Posteriormente, a mediados del siglo XIX, la familia Pujals lo adquirió para establecer una fábrica de seda hasta el último cuarto de siglo XIX, cuando pasó a manos del Conde de Benicarló, por cuyo nombre es conocido. Durante la guerra civil española fue sede del gobierno de la II República Española instalado en Valencia.

## Historia

### Cortes Valencianas históricas
Las Cortes del Reino de Valencia o Corts eran la asamblea representativa de los tres braços del Reino —eclesiástico, militar o nobiliario, y real— junto con el rey, a quien correspondía convocarlas, fijando el lugar y fecha de celebración. En principio su finalidad era atender al «buen estamento y reforma del reino» como afirmó Jaime II en 1301-1302, pero desde mediados del siglo XIV su función prioritaria fue atender a las necesidades de fondos extraordinarios de la monarquía para hacer frente al crónico déficit de la hacienda real.
Las Corts se celebraron preferentemente en la ciudad de Valencia, aunque también se reunieron en San Mateo, Alcira, Morella o Sagunto (entonces llamada Morvedre). Si su celebración coincidía con las de las otras dos Cortes de la Corona de Aragón, las del reino de Aragón y las del Principado de Cataluña, se celebraban en Monzón.

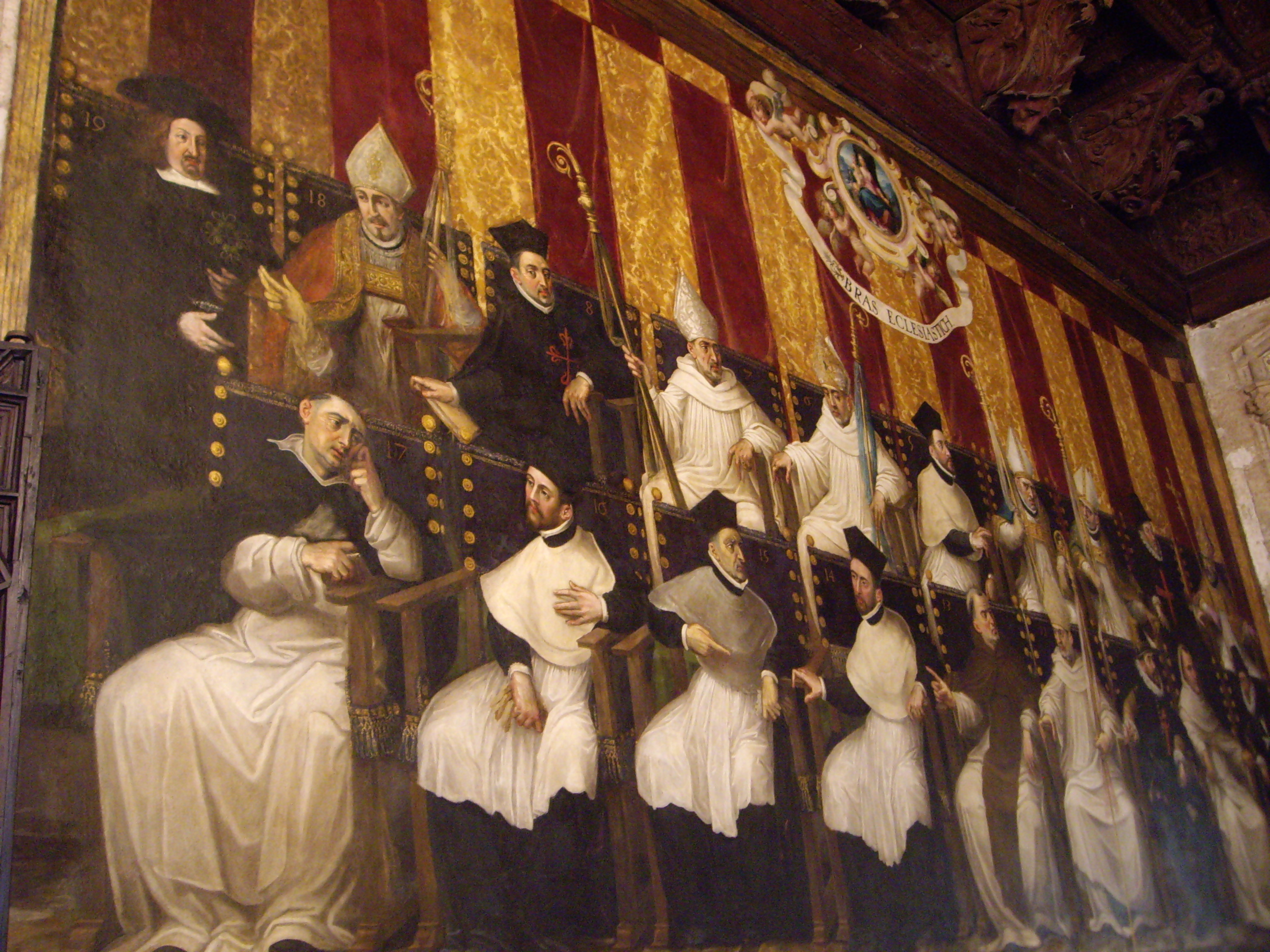
Brazo eclesiástico de las Cortes Valencianas

Las Corts se iniciaban con el discurso del rey en el que exponía la situación de reino y hacía sus demandas a los braços. A continuación, cada uno de ellos nombraba a sus portavoces que negociaban los acuerdos con los oficiales reales. Tras repararse las posibles reclamaciones de contrafur y se atendían los greuges —quejas de los miembros de los estamentos— se procedía a la votación del servei o donatiu —el impuesto extraordinario demandado por el rey—. Finalmente, se promulgaban los acuerdos legislativos que constituían los Furs y los actes de cort ('actos de corte') aprobados.

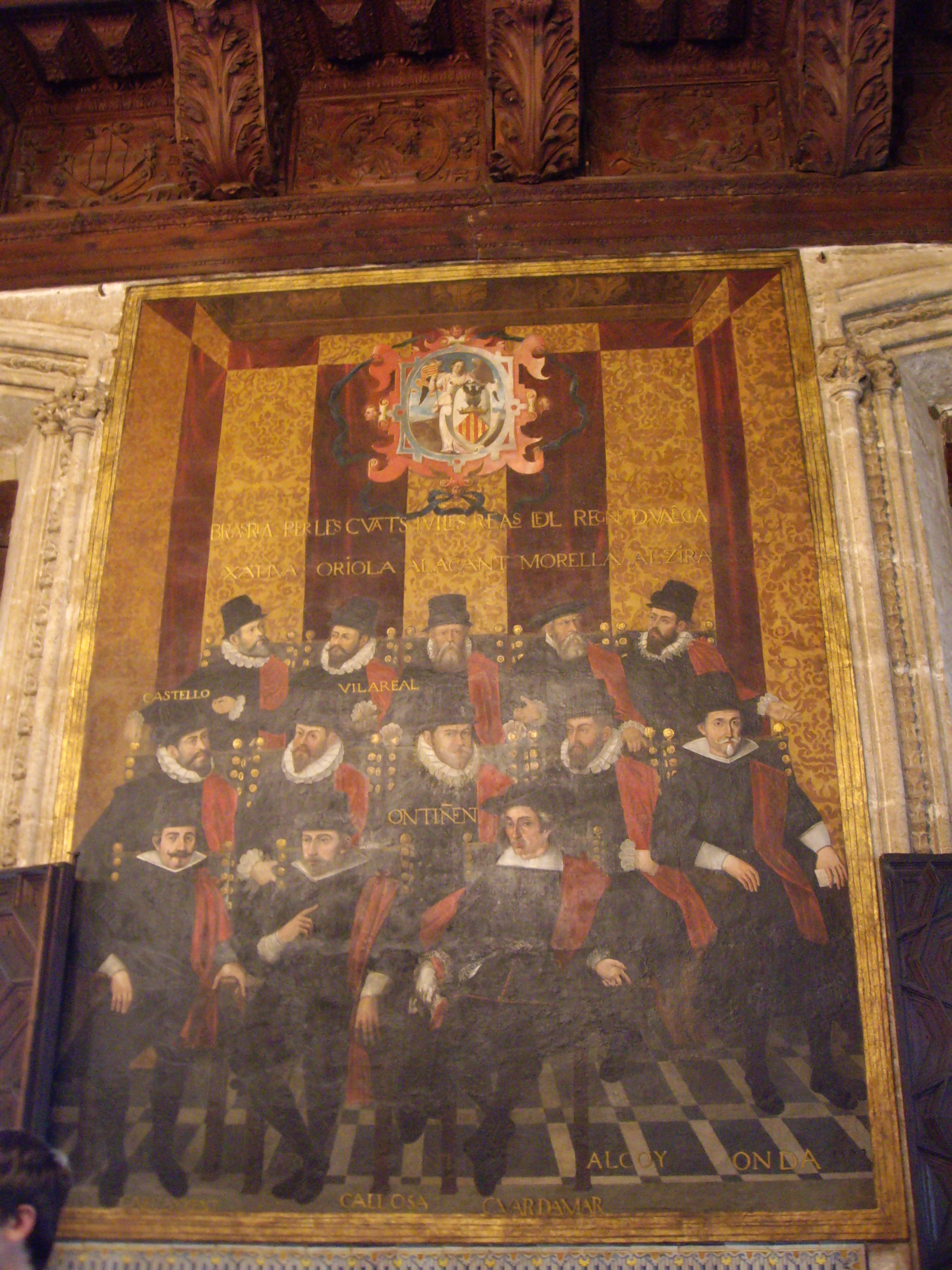
Brazo real de las Cortes Valencianas

Todavía es objeto de debate cuando se celebraron las primeras Corts que algunos historiadores retrasan hasta 1283, pero según Antoni Furió, se debe fijar en 1261, cuando Jaume I reunió en Valencia a los tres braços para aprobar la extensión a todo el reino del código legal de la ciudad, el Costum, a partir de entonces llamado Furs.
En la Edad Moderna, según la historiadora Emilia Salvador, "su escasez [de convocatorias: nueve en el siglo XVI] y la misma actuación de sus componentes, con una monarquía siempre reticente y unos brazos poco cohesionados y demasiado atentos a intereses de élite, impidieron que las Cortes llegaran a convertirse en un sólido instrumento de oposición al autoritarismo regio". Después de las Corts de 1645, el rey ya no las volvió a convocar más, pues obtenía de la Junta d'Electes dels Estaments los serveis ('servicios': impuestos extraordinarios) —en dinero y en hombres para el Ejército— que demandaba. Como ha destacado el historiador Antoni Furió, la creación de la Junta d'Electes dels estaments en las Corts de 1645 "consagraba de hecho la defunción política de las cortes, ya que en adelante ni la corona necesitaría convocarlas para la obtención de la contribución militar del reino, ni los braços tendrían que recurrir a ellas para denunciar los contrafurs".
A causa de la traición de las élites valencianas al rey Felipe V de España, a quien habían jurado lealtad en Cortes, pero contra el que luego se levantaron durante la guerra de sucesión española, fueron promulgados los Decreto de Nueva Planta en 1707, y por ende las Cortes valencianas fueron abolidas, como el resto de las instituciones y leyes propias del Reino de Valencia, incorporándose al recién creado Estado Borbón, de tendencias centralizadoras, que sí permitió que sobrevivieran, en cambio, territorios forales como los vascos y navarros, leales al rey Borbón desde el principio.

### Las Cortes desde 1982
Desde la entrada en vigor del Estatuto de Autonomía, las Cortes tienen un funcionamiento moderno como cámara legislativa representativa con sufragio universal. La cámara se ha reunido varias veces fuera de la ciudad de Valencia, hecho que se ha impulsado en las últimas legislaturas, por primera vez en 2006 en la ciudad de Elche.

### Composiciones históricas

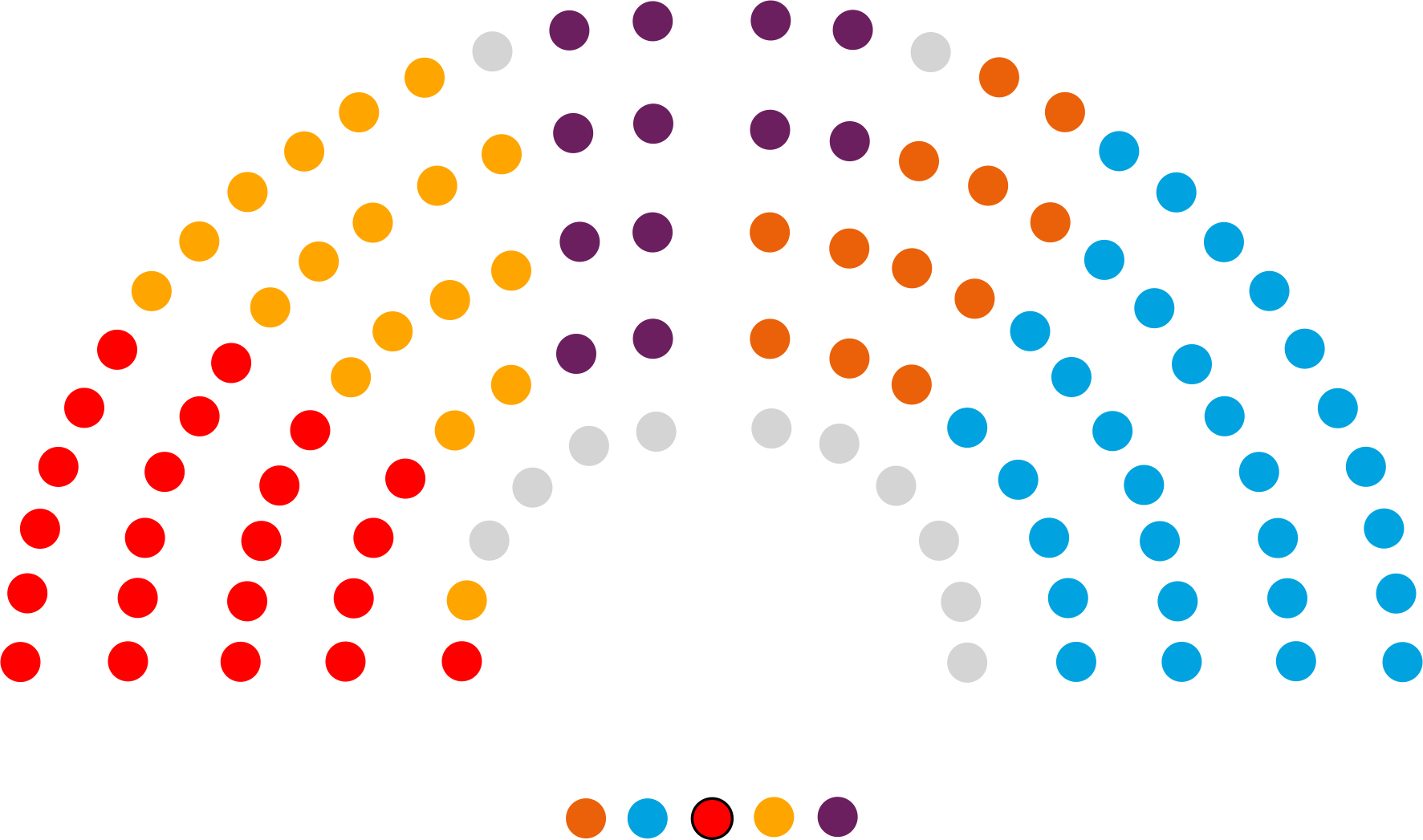
2015-2019
2019-2023
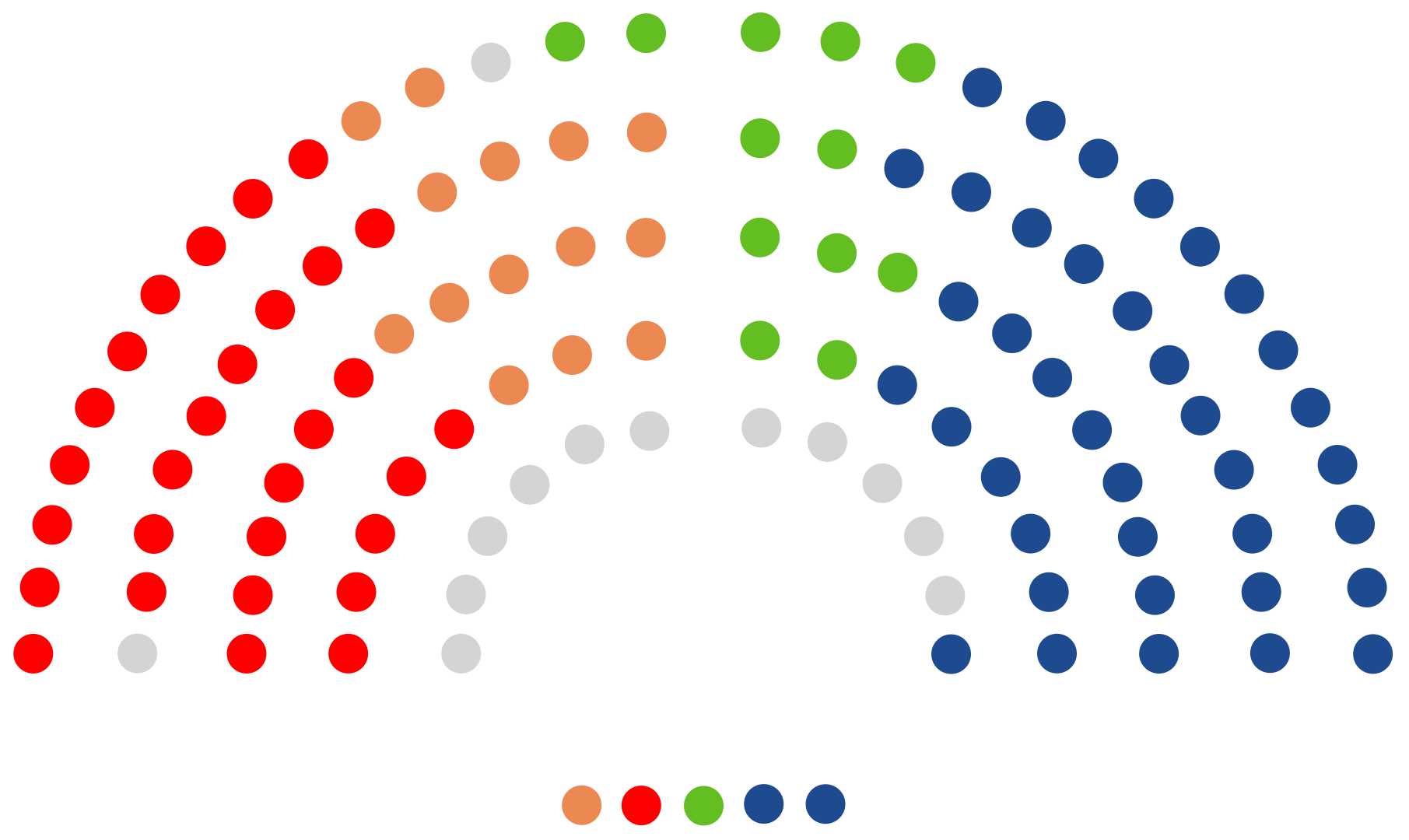
2023-act.

### Asignación de escaños
Las Cortes Valencianas están formadas por 99 diputados, de conformidad con lo dispuesto en el artículo 23 del Estatuto de Autonomía de la Comunidad Valenciana. La circunscripción electoral es la provincia, de modo que cada una de las tres provincias valencianas tiene asignado un mínimo de veinte diputados, más un número adicional de diputados en función de su población. En la actualidad la distribución provincial de los escaños es la siguiente:
- Provincia de Alicante: 35 diputados (20+15).
- Provincia de Castellón: 24 diputados (20+4).
- Provincia de Valencia: 40 diputados (20+20).

En el conjunto de España, los electores votan a candidaturas de partidos en listas cerradas, las cuales deben alternar a hombres y mujeres, según lo establecido en la Ley Orgánica 3/2007, para la Igualdad Efectiva de Mujeres y Hombres. En la Comunidad Valenciana, para optar a conseguir diputados en una provincia, las candidaturas deben obtener, al menos, un 5 % de los votos válidos en el conjunto de la Comunitat Valenciana. Finalmente, los escaños son asignados a los partidos políticos según la ley D'Hondt.
El mandato de los diputados termina cuatro años después de su elección o el día de la disolución de la Cámara; cuyo derecho corresponde al Molt Honorable President de la Generalitat, según queda establecido en el Estatuto de Autonomía Valenciano.

### Órganos de las Cortes
Órganos de dirección

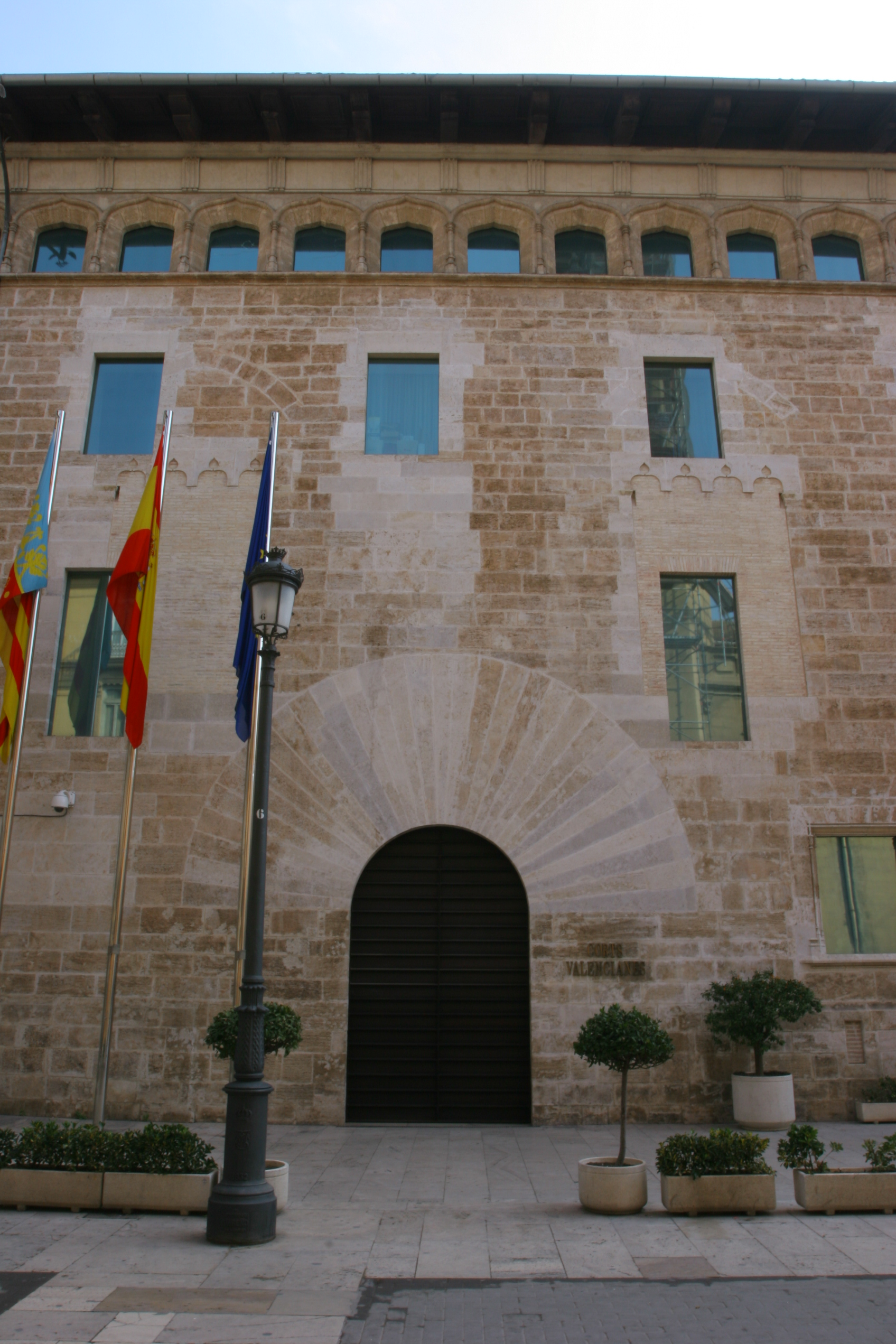
Vista de la fachada principal

- El Presidente de las Cortes Valencianas ostenta la representación de la Cámara,[9] asegura la buena marcha de los trabajos, dirige los debates, mantiene el orden y ordena los pagos, sin perjuicio de las delegaciones que pueda conferir. Asimismo, le corresponde cumplir y hacer cumplir el Reglamento, interpretarlo en los casos de duda y suplirlo en los de omisión mediante las Resoluciones de Presidencia. Los diputados son quienes eligen, entre los mismos, al Presidente de Les Corts. Para la elección, cada Diputado escribe un único nombre en la papeleta de voto y resulta elegido el que obtiene la mayoría absoluta (50 en la actualidad).
- La Mesa de las Cortes Valencianas, la cual tiene entre sus principales funciones:[10]
  - Adoptar todas las decisiones y medidas para la organización del trabajo y el régimen y el gobierno interiores de la Cámara, así como elaborar y aprobar los Estatutos de Gobierno y de Régimen Interior de las Cortes Valencianas.
  - Elaborar y aprobar el Proyecto del Presupuesto de las Cortes Valencianas antes de enviarlo al Consell.
  - Calificar, según el Reglamento, los escritos y los documentos de índole parlamentaria, y declarar la admisibilidad o inadmisibilidad de los mismos.
  - Decidir la tramitación de todos los escritos y los documentos de índole parlamentaria, de acuerdo con lo que establece el Reglamento.
  - Programar las líneas de actuación de la Cámara, determinando un calendario de actividades del pleno y de las comisiones para cada período de sesiones y coordinar los trabajos de los distintos órganos, de acuerdo con la Junta de Síndics.
- La Junta de Portavoces,[11] la cual está formada por los Portavoces o Síndicos de los grupos parlamentarios. Esta Junta de Portavoces o de Síndicos se reúne bajo la presidencia del Presidente de las Cortes Valencianas, al menos, una vez cada 15 días durante los períodos ordinarios de sesiones. A las reuniones de la Junta de Portavoces tiene que asistir, además del Presidente, un Vicepresidente y un Secretario de la Cámara, así como el Letrado Mayor de las Cortes Valencianas. Del mismo modo, las reuniones de la Junta de Síndics, se comunican al Consejo para que envíe, si lo cree conveniente, un representante que podrá ser acompañado, si es necesario, por una persona que le asesore.

Órganos de trabajo
- El Pleno de las Cortes Valencianas es la reunión de todos los Diputados para tratar sobre aquellos asuntos previamente fijados en el Orden del Día que ha sido acordado por la presidenta del Parlamento, oída la Mesa y de acuerdo con la Junta de Portavoces. En los Plenos, la Mesa ocupa la Presidencia juntamente con el Letrado Mayor del Parlamento.[12] Los Diputados toman asiento en los escaños que previamente les han sido asignados por la Mesa, oída la Junta de Portavoces. Por su parte, el Consell puede asistir igualmente ocupando los escaños que se les asignan.
- Los grupos parlamentarios,[13] los cuales están destinados a agrupar a los miembros de las Cortes según su afinidad partidista, coordinar sus actuaciones y participar en la dirección de la institución en cuestión.
- Las Comisiones,[14] compuestas por un número proporcional de diputados en función de la importancia numérica de los diversos grupos parlamentarios, y que pueden ser de dos tipos: Permanentes y No permanentes. En el caso de las Comisiones permanentes, el Pleno de las Cortes puede conferirles competencia legislativa plena con relación a un asunto, con lo que podrán aprobar o rechazar definitivamente el proyecto de Ley en cuestión; en el caso de las Comisiones no permanentes son aquellas creadas con un propósito específico y cuya temática y duración están fijadas de antemano por el Pleno de las Cortes.
- La Diputación Permanente,[15] la cual tiene la función de velar por los poderes de la Cámara y mantener la existencia, como expresión del poder legislativo, en los periodos en que las Cortes no están reunidas, por vacaciones parlamentarias o por haber acabado el mandato. La Diputación Permanente la forman dieciocho Diputados (en proporción con el tamaño de los Grupos Parlamentarios), además del Presidente de las Cortes y los demás miembros de la Mesa de las Cortes Valencianas.

### Funciones
Según el artículo 22 del Estatuto de Autonomía de la Comunidad Valenciana, las funciones de las Cortes son las siguientes:
1. Aprobar los presupuestos de la Generalidad Valenciana y las emisiones de Deuda Pública.
2. Controlar la acción del Consejo.
3. Elegir al Presidente de La Generalidad.
4. Exigir, en su caso, la responsabilidad política del Presidente y del Consejo.
5. Ejercer el control parlamentario sobre la acción de la Administración situada bajo la autoridad de la Generalidad Valenciana. Con esta finalidad se podrán crear, en su caso, comisiones especiales de investigación, o atribuir esta facultad a las comisiones permanentes.
6. Presentar ante la Mesa del Congreso proposiciones de ley y nombrar a los Diputados encargados de defenderlas.
7. Solicitar al Gobierno del Estado la adopción de proyectos de ley.
8. Interponer recursos de inconstitucionalidad, así como personarse ante el Tribunal Constitucional.
9. Aprobar, a propuesta del Consejo, los convenios y los acuerdos de cooperación con el Estado y con las demás comunidades autónomas.
10. Designar los senadores y senadoras que deben representar a la Comunidad Valenciana, conforme a lo previsto en la Constitución y en la forma que determine la Ley de Designación de Senadores en representación de la Comunidad Valenciana.
11. Recibir información, a través del Consejo, debatir y emitir opinión respecto de los tratados internacionales y legislación de la Unión Europea en cuanto se refieran a materias de particular interés de la Comunidad Valenciana, de acuerdo con la legislación del Estado.
12. Aquellas otras que les atribuyan las leyes y el Estatuto.

## Presidencia de las Cortes Valencianas

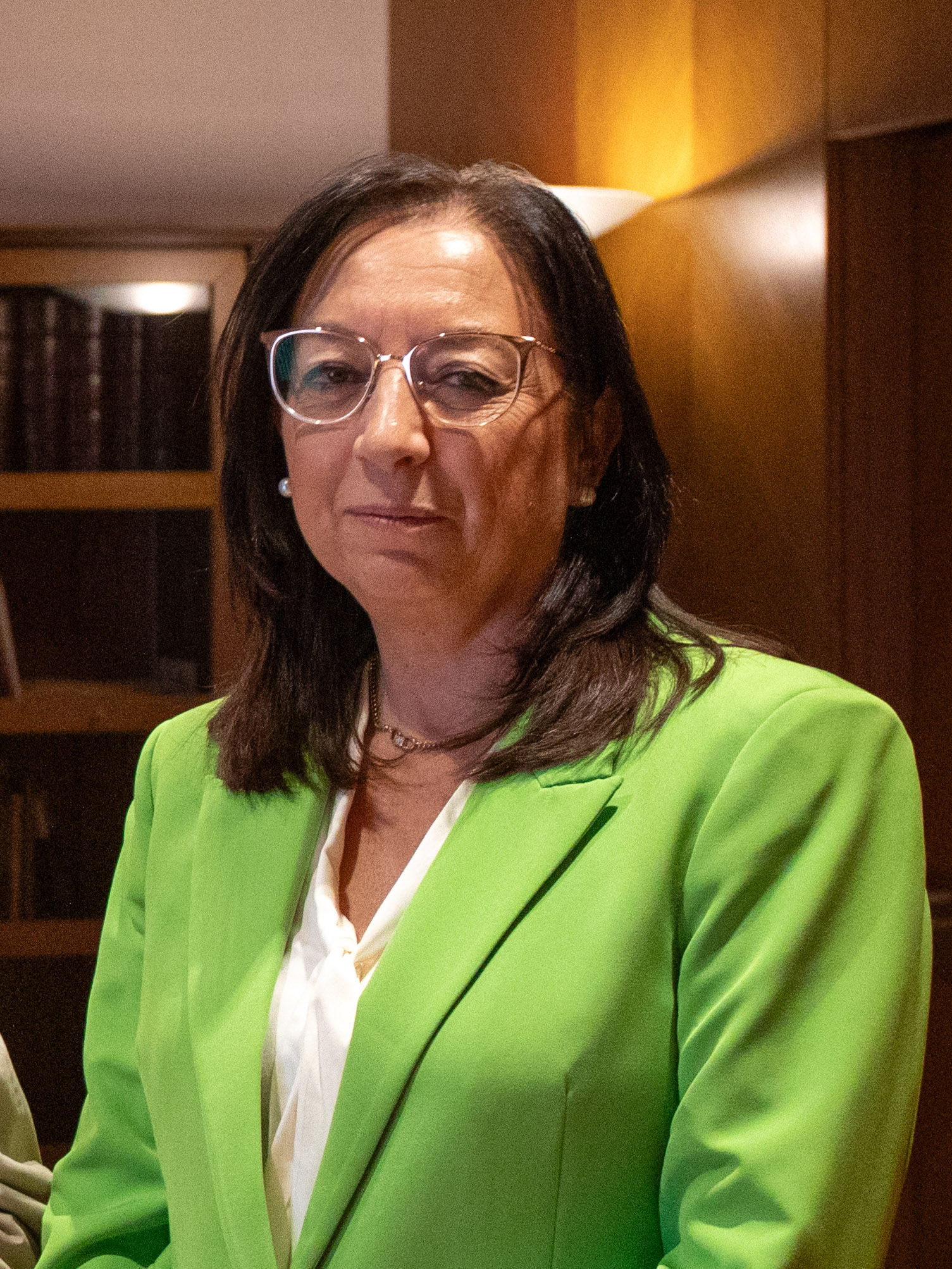
Llanos Massó, actual presidenta de las Cortes Valencianas

El Presidente de las Cortes Valencianas ostenta la representación de la cámara, asegura la buena marcha de los trabajos, dirige los debates, mantiene el orden y ordena los pagos, sin perjuicio de las delegaciones que pueda conferir. Asimismo le corresponde cumplir y hacer cumplir el reglamento, interpretarlo en los casos de duda y suplirlo en los de omisión mediante las resoluciones de Presidencia.
Los diputados eligen entre ellos al presidente de las Corts Valencianes. Cada diputado escribe un nombre en su papeleta de voto, y se elige a quien consiga la mayoría absoluta (actualmente 50 votos). Si nadie logra esta mayoría en la primera votación, se realiza una segunda ronda entre los dos diputados con más votos, resultando ganador el que obtenga más apoyos. Si hay un empate, se repite la votación, y si después de cuatro rondas sigue el empate, se elige al candidato de la lista más votada en las elecciones.
En la XI Legislatura, la actual Presidenta de las Cortes es Llanos Massó. Desde la reinstauración de las Cortes Valencianas en el año 1982 ha habido varios presidentes en las Cortes Valencianas, los cuales pueden verse a continuación:
| Legislatura      | Presidente/a                     | Presidente/a                      | Partido   | Inicio de mandato     | Fin de mandato          | Circunscripción |
| ---------------- | -------------------------------- | --------------------------------- | --------- | --------------------- | ----------------------- | --------------- |
| I legislatura    |                                  | Antonio García Miralles           | PSPV-PSOE | 7 de junio de 1983    | 2 de julio de 1987      | Valencia        |
| II legislatura   | 2 de julio de 1987               | Antonio García Miralles           | PSPV-PSOE | 18 de junio de 1991   |                         | Valencia        |
| III legislatura  | 18 de junio de 1991              | Antonio García Miralles           | PSPV-PSOE | 20 de junio de 1995   |                         | Valencia        |
| IV legislatura   |                                  | Vicente González Lizondo          | UV        | 20 de junio de 1995   | 23 de diciembre de 1996 | Valencia        |
| IV legislatura   | Héctor Villalba Chirivella       | 12 de febrero de 1997             | UV        | 9 de julio de 1999    | Valencia                |                 |
| V legislatura    |                                  | Marcela Miró Pérez                | PPCV      | 9 de julio de 1999    | 12 de junio de 2003     | Valencia        |
| VI legislatura   | Julio Francisco de España Moya   | 12 de junio de 2003               | PPCV      | 14 de junio de 2007   | Alicante                |                 |
| VII legislatura  | María Milagrosa Martínez Navarro | 14 de junio de 2007               | PPCV      | 9 de junio de 2011    | Alicante                |                 |
| VIII legislatura | Juan Gabriel Cotino Ferrer       | 9 de junio de 2011                | PPCV      | 13 de octubre de 2014 | Valencia                |                 |
| VIII legislatura | Alejandro Font de Mora Turón     | 15 de octubre de 2014             | PPCV      | 11 de junio de 2015   | Castellón               |                 |
| IX legislatura   |                                  | Francesc Colomer Sánchez          | PSPV-PSOE | 11 de junio de 2015   | 30 de junio de 2015     | Castellón       |
| IX legislatura   |                                  | Enric Xavier Morera i Català      | Compromís | 3 de julio de 2015    | 16 de mayo de 2019      | Valencia        |
| X legislatura    | 16 de mayo de 2019               | Enric Xavier Morera i Català      | Compromís | 26 de junio de 2023   |                         | Valencia        |
| XI legislatura   |                                  | María de los Llanos Massó Linares | Vox       | 26 de junio de 2023   | En el cargo             | Castellón       |

## Composición de las Cortes en la XI legislatura

### Resultado electoral
En las elecciones a las Cortes Valencianas de 2023, celebradas el domingo 28 de mayo, el Partido Popular de la Comunidad Valenciana ganó las elecciones, quedando el Partido Socialista del País Valenciano en segundo lugar, Compromís en tercer lugar, y en cuarto lugar Vox. De este modo, los resultados en las elecciones fueron los siguientes:
| Elecciones a las Cortes Valencianas de 2023        |                                            |               |         |         |           |           |
| Partido                                            | Partido                                    | Candidato     | Votos   | Votos   | Diputados | Diputados |
|                                                    | Partido Popular de la Comunidad Valenciana | Carlos Mazón  | 881 893 | 35,75 % | 40        | 21        |
|                                                    | Partido Socialista del País Valenciano     | Ximo Puig     | 708 142 | 28,70 % | 31        | 4         |
|                                                    | Compromís: Més-Iniciativa-VerdsEquo        | Joan Baldoví  | 357 989 | 14,51 % | 15        | 2         |
|                                                    | Vox                                        | Carlos Flores | 310 184 | 12,57 % | 13        | 3         |
| Fuente: Junta Electoral de la Comunidad Valenciana |                                            |               |         |         |           |           |

### Órganos de las Cortes en la XI legislatura

#### Mesa
La Mesa de las Cortes Valencianas está integrada por el presidente de Las Cortes, dos vicepresidentes/as y dos secretarios/as, asistidos por el letrado mayor, que ha de estar presente en todas las reuniones.
| Cargo                      | Titular                           | Lista     |
| -------------------------- | --------------------------------- | --------- |
| Presidenta                 | María de los Llanos Massó Linares | Vox       |
| Vicepresidente primero     | Alfredo Cesáreo Castelló Sáez     | PPCV      |
| Vicepresidenta segunda     | Magdalena María González La Red   | PPCV      |
| Secretario primero         | Víctor Soler Beneyto              | PPCV      |
| Secretaria segunda         | María José Amigó Laguarda         | Compromís |
| Fuente: Cortes Valencianas |                                   |           |

#### Grupos parlamentarios
| Grupo parlamentario        | Grupo parlamentario    | Integrantes                                                                       | Portavoz          | Líder                   | Diputados |
| -------------------------- | ---------------------- | --------------------------------------------------------------------------------- | ----------------- | ----------------------- | --------- |
|                            | Popular                | Partido Popular de la Comunidad Valenciana                                        | Juan Pérez Llorca | Carlos Mazón            | 40        |
|                            | Socialista             | Partido Socialista del País Valenciano                                            | José Muñoz Lladró | Diana Morant            | 31        |
|                            | Compromís              | Més-Compromís: 9 Iniciativa del Poble Valencià: 4 Verds Equo del País Valencià: 2 | Joan Baldoví      | Enric Morera Aitana Mas | 15        |
|                            | Vox Cortes Valencianas | Vox                                                                               | José María Llanos | Carlos Flores           | 13        |
| Fuente: Cortes Valencianas |                        |                                                                                   |                   |                         |           |

#### Junta de Portavoces
En las Cortes Valencianas, los portavoces de los grupos parlamentarios reciben el título de "síndics". Los Síndicos de los grupos parlamentarios constituyen la Junta de Síndicos que se reúne bajo la Presidencia del Presidente/a de las Cortes Valencianas.
| Cargo                      | Cargo                                  | Titular                           | Lista     |
| -------------------------- | -------------------------------------- | --------------------------------- | --------- |
|                            | Presidenta                             | María de los Llanos Massó Linares | Vox       |
|                            | Vicepresidente primero                 | Alfredo Cesáreo Castelló Sáez     | PPCV      |
|                            | Vicepresidenta segunda                 | Magdalena María González La Red   | PPCV      |
|                            | Secretario primero                     | Víctor Soler Beneyto              | PPCV      |
|                            | Secretaria segunda                     | María José Amigó Laguarda         | Compromís |
| Portavoces titulares       |                                        |                                   |           |
|                            | Portavoz del GP Popular                | Juan Francisco Pérez Llorca       | PPCV      |
|                            | Portavoz del GP Socialista             | José Enrique Muñoz Lladró         | PSPV-PSOE |
|                            | Portavoz del GP Compromís              | Joan Josep Baldoví Roda           | Compromís |
|                            | Portavoz del GP Vox Cortes Valencianas | José María Llanos Pitarch         | VOX       |
| Fuente: Cortes Valencianas |                                        |                                   |           |

#### Diputación Permanente
En los periodos en que las Cortes Valencianas no están reunidas, por vacaciones parlamentarias o por haber acabado el mandato, la Diputación Permanente tiene la función de velar por los poderes de la Cámara, y mantienen la existencia, como expresión del poder legislativo, mediante la Diputación Permanente. Esta está regulada por medio de los artículos 58, 59 y 60 del Reglamento de las Cortes Valencianas.
La Diputación Permanente la forman dieciocho diputados y diputadas, además de la Presidenta de las Cortes Valencianas y los demás miembros de la Mesa de las Cortes. Los grupos parlamentarios están representados proporcionalmente de la siguiente forma:
- Grupo Parlamentario Popular: 8 miembros
- Grupo Parlamentario Socialista: 6 miembros
- Grupo Parlamentario Compromís: 2 miembros
- Grupo Parlamentario Vox Cortes Valencianas: 2 miembros

| Mesa de las Cortes                    | Mesa de las Cortes                                   | Mesa de las Cortes                | Mesa de las Cortes |
| Cargo                                 | Cargo                                                | Titular                           | Lista              |
| ------------------------------------- | ---------------------------------------------------- | --------------------------------- | ------------------ |
|                                       | Presidenta                                           | María de los Llanos Massó Linares | Vox                |
|                                       | Vicepresidente primero                               | Alfredo Cesáreo Castelló Sáez     | PPCV               |
|                                       | Vicepresidenta segunda                               | Magdalena María González La Red   | PPCV               |
|                                       | Secretario primero                                   | Víctor Soler Beneyto              | PPCV               |
|                                       | Secretaria segunda                                   | María José Amigó Laguarda         | Més-Compromís      |
| Titulares                             |                                                      |                                   |                    |
| Grupo parlamentario                   | Grupo parlamentario                                  | Titular                           | Lista              |
|                                       | GP Popular 11 miembros (8 + 3 en Mesa)               | Salvador Aguilella Ramos          | PPCV               |
| José Ramón González de Zárate Unamuno | GP Popular 11 miembros (8 + 3 en Mesa)               |                                   | PPCV               |
| Elena María Bastidas Bono             | GP Popular 11 miembros (8 + 3 en Mesa)               |                                   | PPCV               |
| María Nieves Martínez Tarazona        | GP Popular 11 miembros (8 + 3 en Mesa)               |                                   | PPCV               |
| Laura Chulià Serra                    | GP Popular 11 miembros (8 + 3 en Mesa)               |                                   | PPCV               |
| Noelia Císcar Martínez                | GP Popular 11 miembros (8 + 3 en Mesa)               |                                   | PPCV               |
| Juan Francisco Pérez Llorca           | GP Popular 11 miembros (8 + 3 en Mesa)               |                                   | PPCV               |
| María Luisa Gayo Madera               | GP Popular 11 miembros (8 + 3 en Mesa)               |                                   | PPCV               |
|                                       | GP Socialista 6 miembros                             | José Francisco Chulvi Español     | PSPV-PSOE          |
| María Teresa García Madrid            | GP Socialista 6 miembros                             |                                   | PSPV-PSOE          |
| José Enrique Muñoz Lladró             | GP Socialista 6 miembros                             |                                   | PSPV-PSOE          |
| Antoni Francesc Gaspar Ramos          | GP Socialista 6 miembros                             |                                   | PSPV-PSOE          |
| María José Salvador Rubert            | GP Socialista 6 miembros                             |                                   | PSPV-PSOE          |
| Rosa María Peris Cervera              | GP Socialista 6 miembros                             |                                   | PSPV-PSOE          |
|                                       | GP Compromís 3 miembros (2 + 1 en Mesa)              | Joan Josep Baldoví Roda           | Més-Compromís      |
| Aitana Joana Mas Mas                  | GP Compromís 3 miembros (2 + 1 en Mesa)              |                                   | Més-Compromís      |
|                                       | GP Vox Cortes Valencianas 3 miembros (2 + 1 en Mesa) | José María Pitarch Llanos         | Vox                |
| David Muñoz Pérez                     | GP Vox Cortes Valencianas 3 miembros (2 + 1 en Mesa) |                                   | Vox                |
| Fuente: Cortes Valencianas            |                                                      |                                   |                    |

#### Comisiones
En las Cortes existen Comisiones Permanentes y Comisiones no Permanentes. Son Comisiones Permanentes aquellas constituidas para toda una legislatura y previstas con carácter necesario en el Reglamento, distinguiéndose entre Comisiones Permanentes Legislativas y Comisiones Permanentes no Legislativas. A las Comisiones Permanentes Legislativas les corresponde, esencialmente, elaborar el dictamen de los Proyectos y Proposiciones de ley e incluso pueden llegar a aprobar leyes. Las Comisiones Permanentes no Legislativas son aquellas, a las que no les corresponden realizar actuaciones dirigidas a la aprobación de leyes. Son Comisiones no Permanentes las que pueden crearse a veces, con un fin concreto, quedando extinguidas al finalizar su trabajo, y, en todo caso, al finalizar la Legislatura. Dentro de las Comisiones no Permanentes cabe destacar Comisiones de Investigación cuya finalidad es la de fiscalizar la actuación del Gobierno, constituyendo uno de los instrumentos de control del Gobierno por parte del Parlamento.
| Comisiones de las Cortes Valencianas                                        |                                   |       |           |
| Comisión                                                                    | Presidencia                       | Grupo | Grupo     |
| Comisiones permanentes legislativas                                         |                                   |       |           |
| Coordinación, Organización y Régimen de las Instituciones de la Generalidad | Luis Martínez Fuentes             |       | PPCV      |
| Justicia, Gobernación y Administración Local                                | José María Llanos Pitarch         |       | Vox       |
| Educación y Cultura                                                         | Candela Anglés Querol             |       | PPCV      |
| Economía, Presupuestos y Hacienda                                           | Antoni Francesc Gaspar Ramos      |       | PSPV-PSOE |
| Industria y Comercio, Turismo y Nuevas Tecnologías                          | Mónica Álvaro Cerezo              |       | Compromís |
| Agricultura, Ganadería y Pesca                                              | Joaquín María Alés Estrella       |       | Vox       |
| Obras Públicas, Infraestructuras y Transportes                              | Miriam Turiel Mollá               |       | Vox       |
| Política Social y Empleo                                                    | María Luisa Gayo Madera           |       | PPCV      |
| Sanidad y Consumo                                                           | Francisca Bartual Bermell         |       | PPCV      |
| Medio Ambiente, Agua y Ordenación del Territorio                            | María Gómez García                |       | PPCV      |
| Políticas de Igualdad de Género y del Colectivo LGTBI                       | Elena María Bastidas Bono         |       | PPCV      |
| Radiotelevisión Valenciana y del Espacio Audiovisual                        | Dolores Roch Cazorla              |       | PPCV      |
| Comisiones permanentes no legislativas                                      |                                   |       |           |
| Reglamento                                                                  | María de los Llanos Massó Linares |       | Vox       |
| Estatuto de los Diputados y las Diputadas                                   | María de los Llanos Massó Linares |       | Vox       |
| Peticiones                                                                  | María de los Llanos Massó Linares |       | Vox       |
| Gobierno Interior                                                           | María de los Llanos Massó Linares |       | Vox       |
| Asuntos Europeos                                                            | Ana Besalduch Besalduch           |       | PSPV-PSOE |
| Especial de Participación Ciudadana                                         | María de los Llanos Massó Linares |       | Vox       |
| Derechos Humanos                                                            | Vicente Betoret Coll              |       | PPCV      |

## Senadores designados por las Cortes Valencianas
Una de las funciones que desempeñan las Cortes Valencianas es la designación de los senadores y senadoras que deben representar a la Comunidad Valenciana, conforme a lo previsto en la Constitución y en la forma que determine la Ley de Designación de Senadores en representación de la Comunidad Valenciana.
La designación de los senadores valencianos se produjo el día 27 de julio de 2023 en las Cortes Valencianas. El resultado de la votación fue el siguiente: los tres representantes del PPCV obtuvieron 53 votos, los dos del PSPV-PSOE 31 votos y el de Compromís 10 votos. Aparte, hubo 4 votos en blanco y 1 ausencia. Por lo tanto, la lista de senadores designados por las Cortes Valencianas quedó de la siguiente forma:
| Partido político              | Partido político | Senadores                  | Fecha inicio          | Fecha fin |
| ----------------------------- | ---------------- | -------------------------- | --------------------- | --------- |
|                               | PPCV             | Gerardo Camps Devesa       | 28 de julio de 2023   |           |
| Teresa María Belmonte Sánchez | PPCV             | 28 de julio de 2023        |                       |           |
|                               | PSPV-PSOE        | Eva María Redondo Gamero   | 20 de febrero de 2024 |           |
| Rocío Briones Morales         | PSPV-PSOE        | 28 de julio de 2023        |                       |           |
| Joaquín Francisco Puig Ferrer | PSPV-PSOE        | 28 de julio de 2023        | 19 de febrero de 2024 |           |
|                               | Compromís        | Enric Xavier Morera Català | 28 de julio de 2023   |           |
|                               | Vox              | Fernando Carbonell Tatay   | 28 de julio de 2023   |           |

## Composición histórica
A continuación, se muestra una tabla con el número de diputados de todos los partidos políticos que han estado representados en las Cortes Valencianas desde las primeras elecciones autonómicas de 1983. Los espacios en blanco de cada partido hacen referencia a las elecciones en las que no han participado. En algunos casos, también se refiere al hecho de que no existían o bien que ya se habían disuelto. Teniendo en cuenta la historia política de la Comunidad Valenciana, hay que tener en cuenta algunos aspectos para entender la representación de cada partido en cada uno de los comicios celebrados:
- Alianza Popular se presentó en 1983 dentro de la Coalición Popular junto con el PDP, UL y UV. En 1989, se refundó en el actual Partido Popular.
- El Partit Comunista del País Valencià sigue existiendo, pero desde 1987 está integrado dentro de EUPV.
- Unitat del Poble Valencià y otros partidos se unieron en 1997 para crear el Bloc Nacionalista Valencià (Més-Compromís), miembro actual de Compromís.
- Coalició Compromís se presentó como tal a partir de las elecciones de 2011. En las de 1999, 2003 y 2007 solo se presentó el BLOC en coalición con otros partidos.
- En 2019 y 2023, EUPV y Podemos se unieron en la coalición Unides Podem. Sus resultados aparecen separados porque cada partido tenía sus propios diputados.

| Partido político       | Partido político                           | 1983 | 1987 | 1991 | 1995 | 1999 | 2003 | 2007 | 2011 | 2015 | 2019 | 2023 |
| ---------------------- | ------------------------------------------ | ---- | ---- | ---- | ---- | ---- | ---- | ---- | ---- | ---- | ---- | ---- |
|                        | Partido Socialista del País Valenciano     | 51   | 42   | 45   | 32   | 35   | 35   | 38   | 33   | 23   | 27   | 31   |
|                        | Partido Popular de la Comunidad Valenciana |      |      | 31   | 42   | 49   | 48   | 54   | 55   | 31   | 19   | 40   |
|                        | Coalició Compromís                         |      |      |      |      | 0    | 0    | 4    | 6    | 19   | 17   | 15   |
|                        | Esquerra Unida del País Valencià           |      | 4    | 6    | 10   | 5    | 6    | 3    | 5    | 0    | 2    | 0    |
|                        | Ciudadanos-Partido de la Ciudadanía        |      |      |      |      |      |      |      |      | 13   | 18   | 0    |
|                        | Vox                                        |      |      |      |      |      |      |      |      | 0    | 10   | 13   |
|                        | Podemos Comunidad Valenciana               |      |      |      |      |      |      |      |      | 13   | 6    | 0    |
| Partidos desaparecidos |                                            |      |      |      |      |      |      |      |      |      |      |      |
|                        | Alianza Popular                            | 32   | 25   |      |      |      |      |      |      |      |      |      |
|                        | Unión Valenciana                           | 32   | 6    | 7    | 5    | 0    | 0    | 0    |      |      |      |      |
|                        | Centro Democrático y Social                | 0    | 10   | 0    | 0    | 0    | 0    |      |      |      |      |      |
|                        | Unitat del Poble Valencià                  | 0    | 2    | 0    | 0    |      |      |      |      |      |      |      |
| Total                  | Total                                      | 89   | 89   | 89   | 89   | 89   | 89   | 99   | 99   | 99   | 99   | 99   |